# Hemiceratoides vadoni
Hemiceratoides vadoni là một loài bướm đêm trong họ Noctuidae.